# Eduard Sallent i Peña
Eduard Sallent i Peña és un comissari del Cos de Mossos d'Esquadra, on actualment és cap de la Regió Policial Metropolitana Sud. Anteriorment, fou comissari en cap en dos períodes: entre juny de 2019 i novembre de 2020 i entre el 17 d'octubre de 2022 i l'agost del 2024.
Llicenciat en filosofia, la seva trajectòria ràpidament es va anar orientant cap a l'àmbit de la seguretat. Es va incorporar als Mossos d'Esquadra el 1997, i des de llavors ha destacat per la gestió d'equips i unitats, i per la seva trajectòria en l'àmbit de la formació. Ha format part com a expert en diverses missions internacionals sota la direcció de Nacions Unides i el Consell d'Europa, i ha estat professor de l'Institut de Seguretat Pública de Catalunya en matèria de drets humans i deontologia policial. També ha estat formador al Centre UNESCO de Catalunya sobre diversitat.
El 1992, abans d'ingressar al cos policial català, va ser secretari general de la Federació Nacional d'Estudiants de Catalunya (FNEC), una organització estudiantil en la qual va compartir militància amb qui va ser presidenta de l'Assemblea Nacional Catalana (ANC), Elisenda Paluzie, que en aquell moment n'era la secretària de finances. Va dimitir mesos més tard per diferències internes. L'any 1993 va ingressar a la Brigada Paracaigudista on va servir com a soldat professional a la II Bandera, Roger de Llúria, fins a l'any 1995. Entre el 2011 i el 2017 va estar destinat a la Comissaria de Relacions Institucionals, Prevenció i Mediació on va impulsar la mediació en l'àmbit de l'ordre públic.
L'any 2017 va ser nomenat cap d'intel·ligència de la comissaria general d'Informació. L'any 2018 va ser nomenat sotscap d'aquesta comissaria i al 2019 va substituir com a cap, Manel Castellví, que havia demanat passar a segona fila el mes de novembre del 2017. El juny del 2019 el Conseller Miquel Buch rellevà l'anterior cap dels Mossos, Miquel Esquius, i situà en el seu lloc Eduard Sallent. A l'octubre i novembre de 2019 formà part del Centre de Coordinació Operativa (CECOR), creat a la seu de la Conselleria d'Interior de la Generalitat de Catalunya, per a donar una resposta de seguretat ciutadana a les protestes contra la sentència del judici al procés independentista català.
En la seva primera etapa al capdavant dels Mossos, va haver de gestionar amb les protestes contra la sentència del judici al procés independentista català, l'octubre de 2019, en les quals es van detectar conductes de possible mala praxi entre els agents antiavalots durant les mobilitzacions, com la concentració i desallotjament de l'aeroport del Prat, les manifestacions i aldarulls als carrers del centre de Barcelona i el tall a la Jonquera. La seva actuació va provocar un cisma entre el president Torra i la cúpula de la policia catalana que li va acabar costant el càrrec a Buch. L'auditoria a l'actuació dels Mossos d'Esquadra en les protestes postsentència van resultar en 34 investigacions i 50 agents implicats. A principis del seu mandat es va canviar la identificació dels mossos, el número d'operatiu policial (NOP) de nou dígits a una combinació alfanumèrica de sis caràcters per a facilitar la seva memorització, per les queixes de manifestants i col·lectius socials que han volgut denunciar les actuacions d'alguns antidisturbis. Des d'octubre de 2020 els antiavalots de l'Àrea de Brigada Mòbil hauran de dur el NOP també en les armilles protectores que impedeixen que es visualitzi el número d’identificació professional (TIP). El NOP s'incorpora també a la part davantera de l’armilla protectora (fins ara només anava a la part posterior) i als dos laterals del casc.
Sallent fou rellevat com a responsable del cos policial català el 12 de novembre de 2020 pel conseller d'Interior, Miquel Sàmper, que restituí el major Josep Lluís Trapero.
El 17 d'octubre de 2022 va tornar a ser nomenat comissari en cap dels Mossos d'Esquadra després que el conseller d'Interior Joan Ignasi Elena destituís a Josep Maria Estela.